# Jamsil Baseball Stadium
O Jamsil Baseball Stadium é um estádio de beisebol localizado em Seul, na Coreia do Sul, foi inaugurado em 15 de julho de 1982, tem capacidade para 25.553 espectadores, é a casa dos times LG Twins e Doosan Bears da KBO League.